# Недригайлівський район
Недрига́йлівський райо́н — адміністративно-територіальна одиниця Сумської області України, яка існувала протягом 1930—2020 років і була ліквідована під час Адміністративно-територіальної реформи в Україні.

## Географія
Недригайлівський район розташований у південно-західній частині Сумської області й охоплює територію у 1025 км².
Район межує на півночі з Буринським районом, на заході — з Роменським районом і Лебединським районом, на півдні — з Липоводолинським районом, і на заході з Білопільським районом. Він об'єднує 2 селища міського типу та 98 сільських населених пунктів. Населення 26,3 тис. чоловік. Районний центр — смт Недригайлів.
Районом протікають річки Сула, Терн, Бобрик, Біж, Хусь, Хусть, Вільшанка.

## Історія
Перші поселенці на території сучасної Недригайлівщини з'явились ще в найдавнішому періоді кам'яної доби — палеоліті, тобто 15 тис. років тому. Виявлені поселення доби пізнього палеоліту, епохи бронзи (мар'янівська культура), ранньої залізної доби (скіфська та черняхівська культури), курганні могильники епохи бронзи та скіфського часу, залишки слов'янських поселень та могильників.
Заселення Посулля активізується на початку XI ст., коли київський князь Володимир вирішує будувати посульську лінію оборони проти набігів половців. Археологи виявили залишки таких прикордонних застав біля Недригайлова: на правому березі річки Сули знайдені залізний ніж, наконечники списа, скляне намисто та уламки скляних браслетів часів Київської Русі. Вважають, що саме тут розташовувалося місто Попаш, яке входило до Переяславського князівства. Поблизу Тернів розташовувалися місто В'єхань, городища Боярське та Бабакове. Літописні міста Попаш і В'єхань уперше згадуються в Іпатіївському літописі під 1147 роком. Упродовж XII-XIII ст. цей край входив до складу Чернігівського князівства і на півдні безпосередньо межував з Переяславським. У середині XIII ст. міста Верхнього Посулля були зруйновані монголо-татарами і більше не відновлювалися. Впродовж майже трьохсот років після монголо-татарської навали ця територія була розорена і не мала постійних поселенців.
З кінця XIV ст. ці землі входять до складу Литовського князівства, а з 1569 року і до середини XVII ст. західна Недригайлівщина відходить до Речі Посполитої, а схід та південний схід краю опиняються у складі Московського царства. Тільки 1647 року згідно з московсько-польським договором про розмежування кордонів Недригайлів, який було названо містечком, відійшов до Московського царства. Тоді в Недригайлові нараховувався 451 двір, з них 145 були оточені земляним валом та 306 перебували за валом.
Недригайлів було засновано у 1639 році польським урядником Кшиштофом Шіножацьким. Імовірно, що найменування населеного пункту походить від назви річки, що колись тут протікала й дістала, очевидно, своє ім'я від недригливості течії. За легендою, назва походить від того, що нібито поселенці не здригнулися перед татарськими полчищами й дали їм рішучу відсіч. Найімовірніше, що цей топонім походить від прізвища Недригайло.
У XVI ст. польський уряд збудував тут укріплення, так зване Недригайлівське городище, біля якого на березі Сули виникла слобода Недригайлів, яка згодом перетворилась на значний населений пункт. Її першими поселенцями були українські селяни. Жителі Недригайлова кріпаками ніколи не були, бо вели свій родовід з козацтва та державних селян. А ось селяни окружних сіл жили на землях панів Головкіних, Хвощинських, Щербатових, Левіних, Калугіних та інших поміщиків.
Східна Недригайлівщина в 50-х роках сімнадцятого століття ввійшла до складу Сумського козацького полку, якому підпорядковувались Недригайлівська і Деркачівська сотня. Західна ж Недригайлівщина разом з Костянтинівською сотнею належала до Лубенського полку Гетьманської України.

## Населення
Розподіл населення за віком та статтю (2001)
| Стать | Всього | До 15 років | 15-24 | 25-44 | 45-64 | 65-85 | Понад 85 |
| --- | ------ | ----------- | ----- | ----- | ----- | ----- | -------- |
| Чоловіки | 14 097 | 2499        | 1755  | 4065  | 3655  | 2036  | 87       |
| Жінки | 17 222 | 2399        | 1583  | 3830  | 4518  | 4438  | 454      |
| \| Статево-вікова піраміда \| Статево-вікова піраміда \| Статево-вікова піраміда \| \| ----------------------- \| ----------------------- \| ----------------------- \| \| Чоловіки \| Вік \| Жінки \| \| 87 \| 85 + \| 454 \| \| 160 \| 80-84 \| 556 \| \| 469 \| 75-79 \| 1315 \| \| 732 \| 70-74 \| 1498 \| \| 675 \| 65-69 \| 1069 \| \| 1135 \| 60-64 \| 1664 \| \| 577 \| 55-59 \| 767 \| \| 980 \| 50-54 \| 1116 \| \| 963 \| 45-49 \| 971 \| \| 1138 \| 40-44 \| 1069 \| \| 1013 \| 35-39 \| 982 \| \| 989 \| 30-34 \| 875 \| \| 925 \| 25-29 \| 904 \| \| 797 \| 20-24 \| 750 \| \| 958 \| 15-20 \| 833 \| \| 1024 \| 10-14 \| 1058 \| \| 833 \| 5-9 \| 777 \| \| 642 \| 0-4 \| 564 \| |        |             |       |       |       |       |          |
| Статево-вікова піраміда |        |             |       |       |       |       |          |
| Чоловіки | Вік    | Жінки       |       |       |       |       |          |
| 87 | 85 +   | 454         |       |       |       |       |          |
| 160 | 80-84  | 556         |       |       |       |       |          |
| 469 | 75-79  | 1315        |       |       |       |       |          |
| 732 | 70-74  | 1498        |       |       |       |       |          |
| 675 | 65-69  | 1069        |       |       |       |       |          |
| 1135 | 60-64  | 1664        |       |       |       |       |          |
| 577 | 55-59  | 767         |       |       |       |       |          |
| 980 | 50-54  | 1116        |       |       |       |       |          |
| 963 | 45-49  | 971         |       |       |       |       |          |
| 1138 | 40-44  | 1069        |       |       |       |       |          |
| 1013 | 35-39  | 982         |       |       |       |       |          |
| 989 | 30-34  | 875         |       |       |       |       |          |
| 925 | 25-29  | 904         |       |       |       |       |          |
| 797 | 20-24  | 750         |       |       |       |       |          |
| 958 | 15-20  | 833         |       |       |       |       |          |
| 1024 | 10-14  | 1058        |       |       |       |       |          |
| 833 | 5-9    | 777         |       |       |       |       |          |
| 642 | 0-4    | 564         |       |       |       |       |          |

Національний склад населення за даними перепису 2001 року:
| Національність | Кількість осіб | Відсоток |
| -------------- | -------------- | -------- |
| українці       | 30607          | 97,72 %  |
| росіяни        | 539            | 1,72 %   |
| білоруси       | 48             | 0,15 %   |
| вірмени        | 43             | 0,14 %   |
| молдовани      | 18             | 0,06 %   |
| інші           | 66             | 0,21 %   |

Мовний склад населення за даними перепису 2001 року:
| Мова       | Кількість осіб | Відсоток |
| ---------- | -------------- | -------- |
| українська | 30609          | 97,73 %  |
| російська  | 587            | 1,87 %   |
| вірменська | 36             | 0,11 %   |
| білоруська | 24             | 0,08 %   |
| молдовська | 13             | 0,04 %   |
| інші       | 52             | 0,17 %   |

## Політика
25 травня 2014 року відбулися Президентські вибори України. У межах Недригайлівського району були створені 44 виборчі дільниці. Явка на виборах складала — 75,27 % (проголосували 15 408 із 20 471 виборця). Найбільшу кількість голосів отримав Петро Порошенко — 59,13 % (9 111 виборців); Юлія Тимошенко — 17,69 % (2 726 виборців), Олег Ляшко — 10,28 % (1 584 виборців), Анатолій Гриценко — 5,63 % (868 виборців). Решта кандидатів набрали меншу кількість голосів. Кількість недійсних або зіпсованих бюлетенів — 0,66 %.

## Пам'ятки
- Пам'ятки архітектури Недригайлівського району
- Пам'ятки історії Недригайлівського району
- Пам'ятки монументального мистецтва Сумської області